# Långfenbening
Långfenbening (Nemoossis belloci) är en fiskart som beskrevs av Cadenat, 1937. Långfenbening är ensam i släktet Nemoossis som ingår i familjen albulider. IUCN kategoriserar arten globalt som otillräckligt studerad. Inga underarter finns listade i Catalogue of Life.